# Madocsa
Madocsa là một thị trấn thuộc hạt Tolna, Hungary. Thị trấn này có diện tích 43,33 km², dân số năm 2010 là 1898 người, mật độ 44 người/km².